# Strongylurus musgravei
Strongylurus musgravei là một loài bọ cánh cứng trong họ Cerambycidae.